# Bonner FV 01
Bonner FV 01 was een Duitse voetbalclub uit Bonn, Noordrijn-Westfalen.

## Geschiedenis

### Beginjaren
De club werd op 25 maart 1901 opgericht in de herberg Vater Arndt door spelers van de Bonner Turnverein. De club sloot zich aan bij de voetbalbond van Rijnland-Westfalen en ging vanaf 1902 in de competitie van Keulen-Bonn spelen dat in 1906 de Zuidrijnse competitie werd. In het eerste seizoen streed de club mee om de titel maar moest deze uiteindelijk aan Cölner FC 99 laten. Het volgende seizoen werd BFV autoritair kampioen en leed geen puntenverlies. Hierdoor plaatste de club zich voor de West-Duitse eindronde die beslecht werd in een groepsfase met Duisburger SpV en Düsseldorfer FC 99. Intussen had de stad het Kessenicher Feld verkocht waardoor ze een nieuw speelterrein moesten zoeken, wat ze vonden aan de Richard-Wagner-Straße en werd ingehuldigd met een wedstrijd tegen Preußen Duisburg. In de competitie moest de club CFC 99 telkens voor laten gaan. In 1907/08 werd de club laatste, maar zette dit het seizoen erna recht door met één punt voorsprong op Cölner BC 01 kampioen te worden. In de eindronde versloeg BFV Gießener FC 1900 en verloor in de halve finale van FC 1894 München-Gladbach.
In 1909 werd de Zehnerliga opgericht voor de tien beste clubs van Zuidrijn, Noordrijn en Ruhr. De concurrentie in deze competitie was groot en de club eindigde drie jaar op rij zesde. In 1911 speelde de club ter ere van het tienjarig bestaan van de club ook internationale vriendschappelijke wedstrijden tegen Liverpool FC (1:5) en Young Fellows Zürich (2:1). Na een vijfde plaats in 1912/13 werd de Zehnerliga ontbonden en keerden de clubs terug naar hun vorige competities. BFV werd vicekampioen achter Cölner BC 01. Door het uitbreken van de Eerste Wereldoorlog werd de Zuidrijncompetitie opgesplitst, in een groep met slechts twee andere clubs werd BFV overtuigend kampioen, maar er was geen finale tegen de Keulse winnaar en tijdens de oorlog was er ook geen verdere West-Duitse eindronde. Het volgende seizoen werd de club kampioen met het maximum van de punten, er speelden nu ook meerdere clubs in de competitie en in 1916/17 trok de club zich terug uit de competitie. Twee jaar later stond de club wel in de finale om de Keulen-Bonn titel en versloeg hier CfR 1899 Cöln. Het volgende seizoen was er weer de reguliere competitie zoals voor de oorlog, waar de club vierde eindigde.
In 1920 werd de Zuidrijnse competitie ondergebracht in de overkoepelende Rijncompetitie, waar de zuidgroep wel nog apart bleef bestaan. Ter ere van het twintigjarig bestaan werden galamatchen gespeeld tegen VfR Mannheim (1:3) en VVA Amsterdam (3:1). Ook werd een vriendschappelijke wedstrijd gespeeld tegen ASV Hertha Wien dat hiervoor de in die tijd enorme som van 10.000 mark ontving. In de competitie werd de club opnieuw vierde. In augustus 1922 fuseerde de club met FC Germania 01 Bonn, het oorspronkelijke plan voor de naam van de nieuwe club was Bonner SV, maar dit stuitte op hevig protest bij de leden, waarop de naam Bonner FV behouden werd, officieel luidde de volledige benaming wel Vereinigter BFV und FC Germania. Twee maanden later sloot zwemclub Salamander zich ook bij de club aan, maar een jaar later hielden ze het al voor bekeken. Intussen was er ook een nieuwe club in Bonn ontstaan door een fusie, TuRa 1904 Bonn en voor het eerst kreeg BFV serieuzere concurrentie in eigen stad. Van 1922 tot 1926 speelden de clubs in dezelfde reeks waarbij BFV zes van de acht derby's kon winnen. In 1925 kreeg de club met Willi Hutter een voormalige international in het team. In een vriendschappelijke wedstrijd tegen Arminia Bielefeld kreeg de West-Duitse kampioen van 1922 en 1923 een pak rammel van Bonn (9:1).
Na verdere opsplitsing van de competitie kwam BFV vanaf 1926 in een andere groep als TuRa terecht. In 1928 werd de club tweede in zijn groep achter VfR Köln 04 rrh.. In 1929 kwamen de groepen weer samen in één reeks met dertien teams, waar BFV zesde werd. Van dit concept werd na één seizoen weer afgestapt en er kwamen weer twee reeksen en de clubs uit Bonn zaten nu samen in de reeks. Matthias Heidemann kwam over van SV Victoria 1911 Köln, hij zou later nog voor het nationaal elftal spelen en won in 1934 nog op het WK in Italië tegen het Oostenrijkse Wunderteam met 3:2. Toch kon de club niet overtuigen in de competitie en eindigde steevast in de betere middenmoot.

### Gauligatijdperk
In 1933 kwam de NSDAP aan de macht in Duitsland. Alle overkoepelende bonden werden afgeschaft en de meer dan 80 competities die het land rijk was werden allemaal ontbonden en er werd plaats gemaakt voor zestien nieuwe Gauliga's. Hoewel 16 eerste klassen nog enorm veel is vergeleken met de rest van Europa was dit al een hele vermindering. Sportief gezien kwalificeerde de club zich niet, de twee clubs boven Bonn werden niet geselecteerd maar toch mocht Bonn aantreden in de Gauliga Mittelrhein, terwijl TuRa naar de tweede klasse verwezen werd. De club moest op zoek naar een nieuw terrein omdat dit aan de Richard-Wagner-Straße verkocht werd door de eigenaar, BFV ging in het Schmidt-Schneiders-Stadion van rivaal TuRa spelen tot het eigen stadion Stadions an der Dottendorfer Straße/Friedrich-Ebert-Allee in 1938 klaar was.
Na een rustig eerste seizoen vocht de club in 1934/35 tegen degradatie, maar na een zege tegen Eintracht Trier op het einde van het seizoen werd degradatie afgewend. Rivaal TuRa promoveerde dat seizoen en beide clubs streden het volgende seizoen om de titel. BFV had de titel binnen handbereik maar na thuisnederlagen tegen VfR Köln 04 rrh. en CfR 1899 Köln moest de club genoegen nemen met een derde plaats achter CfR en TuRa. Met SV Beuel 06 kwam er nog een derde club uit Bonn in de Gauliga en deze club eindigde in 1936/37 vijfde met twee punten voorsprong op de stadsrivalen TuRa en BFV.
Het volgende seizoen verliep nog slechter voor de club. Na de dertiende speeldag stond de club op een degradatieplaats en raakte hier niet meer weg, een nederlaag tegen Alemannia Aachen betekende het doodsvonnis voor de club en voor het eerst in de geschiedenis moest de club naar de tweede klasse. Het doel was om meteen weer te promoveren, BFV werd overtuigend kampioen, maar in de eindronde om promotie moest de club het afleggen tegen SG Düren 99. Na het uitbreken van de Tweede Wereldoorlog werd de Gauliga in twee groepen gesplitst en kreeg FV alsnog de promotie. Bij de terugkeer eindigde de club tweede, zij het met duidelijke achterstand, achter SSV Troisdorf 05 maar wel voor TuRa en Beuel. De Gauliga kreeg weer één reeks in 1940/41. Een gelijkspel op de laatste speeldag tegen VfR Köln behoedde de club voor degradatie terwijl dit wel het feit was voor de stadsrivalen.
Door de perikelen in de oorlog werd de Gauliga Mittelrhein opgeheven en vervangen door twee kleinere Gauliga's. Bonner FV 01 ging spelen in de Gauliga Köln-Aachen. Het succes van de clubs hing ervan af welke spelers beschikbaar waren. Bijna de helft van de meer dan 800 leden van de club waren als soldaat weg. De club eindigde laatste, maar degradeerde dit jaar niet, het volgende seizoen werd de vijfde plaats behaald. In 1943/44 moest de club samen met de andere clubs uit de stad tijdelijk fuseren tot KSG Bonn om zo ten minste één elftal op te stellen.

### Na de oorlog
Tijdens de oorlog waren enkele spelers gesneuveld en sommigen waren nog enkele jaren krijgsgevangenen. Door de Britse bezetter werd een kampioenschap georganiseerd dat gewonnen werd door SG Düren. Het volgende seizoen zouden er vier reeksen komen met in totaal 51 clubs. Zestien grote clubs vonden dit systeem maar niets en splitsten zich af om een eigen competitie op te richten, waaronder ook BFV. De bonden van Middenrijn, Nederrijn en Westfalen besloten om in 1947 de Oberliga West op de richten die als een van vijf hoogste klassen voor West-Duitsland zou gaan fungeren. De afvallige clubs keerden in december 1946 terug naar de competitie om te bepalen welke clubs geselecteerd zouden worden. BFV kwalificeerde zich niet en ging in Bereichsliga spelen, de tweede klasse. De club speelde lange tijd aan de top mee samen met SpVgg Sülz 07 dat nog tijdens dat seizoen met Kölner BC 01 fuseerde tot 1. FC Köln. Aan het einde van het seizoen speelde het gelijk tegen de toekomstige topclub en verloor van Godesberger FV 08 en werd uiteindelijk derde. Köln moest via de eindronde de promotie aan Rhenania Würselen laten en speelde het volgende seizoen opnieuw met BFV in de groep en werd opnieuw kampioen en BFV weer derde. In 1949 werd de 2. Oberliga ingevoerd als tweede klasse met minder reeksen als de Bereichsliga van voorheen. Hierin had BFV het erg zwaar en na één seizoen degradeerde de club en speelde voor het eerst in de derde klasse.
Bonner FV begon goed aan het seizoen maar liet het dan afweten en eindigde op de zesde plaats in het jaar dat de club vijftig jaar werd, dat seizoen verloor de club ook haar atletiek-sectie, de laatste afdeling buiten voetbal waarin de club actief was. Na twee achtste plaatsen volgde een nieuw dieptepunt in de geschiedenis toen de club zelfs naar de vierde klasse zakte. BFV werd overtuigend kampioen en leed maar vier verliespunten en promoveerde naar de Landesliga. De eerste fusiegesprekken met TuRa staken de kop op maar veel aanhangers van beide traditieclubs weigerden dit. De club eindigde achtste, maar omdat de Landesliga vervangen werd door de Verbandsliga als derde klasse die slechts één reeks had volstond dit niet om het behoud te verzekeren. Ook het tweede seizoen in de vierde klasse was een succes en met een recordaantal doelpunten (135 voor en 42 tegen) was de onmiddellijke terugkeer een feit. De terugkeer verliep erg goed en BFV stormde de Verbandsliga in en werd uiteindelijk vicekampioen achter SV Bergisch Gladbach 09. Het volgde seizoen vierde de club drie speeldagen voor het einde al de titel. In de strijd om de West-Duitse amateurtitel verloor de club van TuS Duisburg 48/99. In de eindronde om promotie versloeg de club SpVgg Beckum en keerde terug naar het profvoetbal.
In het eerste seizoen draaide de club goed mee aan de top en beëindigde het als vierde. Het volgende seizoen verliep minder voorspoedig en het profvoetbal bracht ook een schuldenberg van 74.000 Mark mee. In 1963 eindigde de club als rode lantaarn en degradeerde. Het leek alsof een tweede degradatie op rij er zat aan te komen maar de club kon zich in extremis redden, echter was dit uitstel van executie tot het volgende seizoen. In 1965 werd dan besloten om toch met rivaal TuRa Bonn te fuseren tot Bonner SC.

## Erelijst
Kampioen Keulen-Bonn
1904, 1919
Kampioen Zuidrijn
1909.
Kampioen Zuidrijn-Bonn
1915, 1916